# Max Montua
Max Montua (* 18. Mai 1886 in Prust, Kreis Schwetz; † 20. April 1945 in Dahme/Mark) war ein deutscher Kaufmann und Offizier, zuletzt SS-Brigadeführer und Generalmajor der Polizei.

## Leben
Montua war Kaufmann und diente im Ersten Weltkrieg im 3. Garde-Regiment zu Fuß. 1919 wurde er aus dem Heer entlassen und trat in den Polizeidienst ein. Er trat zum 1. Mai 1933 der NSDAP bei (Mitgliedsnummer 1.988.331).
Im Zweiten Weltkrieg wirkte Montua von 1939 bis 1940 als Kommandeur der Ordnungspolizei (KdO) in Krakau. Von März 1940 bis Juni 1941 führte er das Polizei-Regiment „Warschau“ und war gleichzeitig KdO Warschau.
Von Sommer 1941 bis Januar 1942 wurde Montua als Kommandeur zum Polizei-Regiment Mitte abkommandiert. Vor Judenmorden in Białystok äußerte er sich am 11. Juli 1941 in einem Befehl folgendermaßen: „Die Eindrücke des Tages sind durch Abhaltung von Kameradschaftsabenden zu verwischen“. Er hat in diesem Befehl auch angeordnet „alle als Plünderer überführten Juden im Alter von 17–45 Jahren sofort standrechtlich zu erschiessen“.
Montua war Teilnehmer des ersten Partisanenbekämpfungslehrgangs der Wehrmacht vom 24. bis 26. September 1941 in Mogilew. Den Lehrgang leitete General der Infanterie Max von Schenckendorff Befehlshaber des Rückwärtigen Heeresgebietes der Heeresgruppe Mitte. Dieser Lehrgang ging in die Geschichte als Musterbeispiel für die Zusammenarbeit der Wehrmacht und SS im rückwärtigen Heeresgebiet ein. Im Ausstellungskatalog der ersten Wehrmachtsausstellung wurde er als „Schule des Terrors“ bezeichnet. Am Lehrgang nahmen 61 Offiziere des Oberkommando des Heeres, der Heeresgruppe Mitte, der Sicherungs-Divisionen, der Feldkommandanturen, der Wirtschaftsinspektionen, der Ordnungspolizei und der SS teil. Diese sollten als Multiplikatoren dienen, um die Methoden gegen Partisanen im rückwärtigen Heeresgebiet Mitte bekannt zu machen. Die Lehrgangsteilnehmer nahmen auch an zwei Aktionen in Dörfern teil. Einmal wurde vom Polizei-Regiment Mitte unter Oberstleutnant Montua ein Dorf durchsucht und ein weiteres Mal ein „Partisanennest“ ausgehoben. Partisanen wurden nicht gefunden, dafür aber einige Juden erschossen.
Er trat im September 1943 der SS bei (SS-Nummer 411.971) und stieg im selben Jahr bis zum Brigadeführer auf. Montua wurde 1943 Polizeipräsident in Posen.
Im April 1945 beging er Suizid.